# Diapera micropis
Diapera micropis là một loài bướm đêm trong họ Noctuidae.